# Riccardo Ferri
Riccardo Ferri (Crema, Provincia de Cremona, Italia, 20 de agosto de 1963) es un exfutbolista y director técnico italiano. Se desempeñaba en la posición de defensa.

## Selección nacional
Fue internacional con la selección de fútbol de Italia en 45 ocasiones y marcó 4 goles. Debutó el 6 de diciembre de 1986, en un encuentro válido por las eliminatorias para la Eurocopa 1988 ante la selección de Malta que finalizó con marcador de 2-0 a favor de los italianos.

### Participaciones en Copas del Mundo
| Mundial                        | Sede      | Resultado     |
| ------------------------------ | --------- | ------------- |
| Copa Mundial Sub-20 de 1981    | Australia | Primera fase  |
| Copa Mundial de Fútbol de 1990 | Italia    | Tercer puesto |

### Participaciones en Eurocopas
| Eurocopa                | Sede             | Resultado  |
| ----------------------- | ---------------- | ---------- |
| Eurocopa Sub-21 de 1984 | Inglaterra       | Semifinal  |
| Eurocopa Sub-21 de 1986 | España           | Subcampeón |
| Eurocopa 1988           | Alemania Federal | Semifinal  |

## Clubes

### Como futbolista
| Club            | País   | Año         |
| --------------- | ------ | ----------- |
| Inter de Milán  | Italia | 1981 - 1994 |
| U. C. Sampdoria | Italia | 1994 - 1996 |

### Como entrenador
| Club        | País   | Año  |
| ----------- | ------ | ---- |
| A. C. Pavia | Italia | 1997 |

## Palmarés

### Títulos nacionales
| Título              | Club           | País   | Año     |
| ------------------- | -------------- | ------ | ------- |
| Copa Italia         | Inter de Milán | Italia | 1981-82 |
| Serie A             | Inter de Milán | Italia | 1988-89 |
| Supercopa de Italia | Inter de Milán | Italia | 1989    |

### Títulos internacionales
| Título          | Club           | País   | Año     |
| --------------- | -------------- | ------ | ------- |
| Copa de la UEFA | Inter de Milán | Italia | 1990-91 |
| Copa de la UEFA | Inter de Milán | Italia | 1993-94 |

## Condecoraciones
| Condecoración                                             | Año  |
| --------------------------------------------------------- | ---- |
| Caballero de la Orden al Mérito de la República Italiana. | 1991 |